# Великий Крупець
Великий Крупець (рос. Большой Крупец) — присілок в Вигоницькому районі Брянської області Російської Федерації.
Населення становить 156 осіб. Входить до складу муніципального утворення Орменське сільське поселення.

## Історія
Від 2005 року входить до складу муніципального утворення Орменське сільське поселення.

## Населення
| 2010 | 2013 |
| ---- | ---- |
| 162  | ↘156 |